# Simitarra bec de coral
La simitarra bec de coral (Pomatorhinus ferruginosus) és un ocell de la família dels timàlids (Timaliidae).

## Hàbitat i distribució
Viu entre la malesa del bosc a l'Himàlaia del nord-est de l'Índia des de l'est de Nepal cap a l'est fins Arunachal Pradesh i, més cap al sud, al nord d'Assam, Manipur i Nagaland, Myanmar (excepte el centre), nord-oest de Tailàndia, nord-est de Laos i nord del Vietnam a Tonquín.

## Taxonomia
Segons el Handbook of the Birds of the World, dins aquesta espècie només es deu incloure la població de l'Himàlaia. La resta deuria ser inclosa a una espècie diferent:
- Pomatorhinus phayrei – simitarra de corona bruna[3]